# Wielącza Poduchowna
Wielącza Poduchowna – wieś w Polsce położona w województwie lubelskim, w powiecie zamojskim, w gminie Szczebrzeszyn.
W latach 1975–1998 miejscowość administracyjnie należała do województwa zamojskiego.
Wieś jest sołectwem w gminie Szczebrzeszyn. Według Narodowego Spisu Powszechnego z roku 2011 wieś liczyła 213 mieszkańców.